# Грёсет, Лив
Лив Грёсет (норв. Liv Grøseth) — норвежская кёрлингистка.
В составе женской сборной Норвегии участник и серебряный призёр чемпионата мира 1983. Чемпионка Норвегии среди женщин.
Играла на позиции первого.

## Достижения
- Чемпионат мира по кёрлингу среди женщин: серебро (1983).
- Чемпионат Норвегии по кёрлингу среди женщин: золото (1983)[4].

## Команды
| Сезон   | Четвёртый  | Третий     | Второй             | Первый     | Турниры            |
| ------- | ---------- | ---------- | ------------------ | ---------- | ------------------ |
| 1982—83 | Ева Ванвик | Осе Ванвик | Альфхильд Фугельмо | Лив Грёсет | ЧНЖ 1983 · ЧМ 1983 |

(скипы выделены полужирным шрифтом)